# 横浜市民ギャラリーあざみ野
横浜市民ギャラリーあざみ野（よこはましみんぎゃらりーあざみの）は、横浜市立の文化施設（ギャラリー）。青葉区の複合施設「アートフォーラムあざみ野」内に「男女共同参画センター横浜北」 と共に位置する。施設は、指定管理者制度に基づき、公益財団法人横浜市芸術文化振興財団が管理・運営を行っている。施設内には展示室とアトリエがあり、企画展やワークショップなどの自主企画を行うほか、市民への貸し出しも行っている。

## 取り組み

### 企画展
- 写真やコンテンポラリーアート、子どもを対象とした企画など年３回の展覧会を行っている。
- 障がいのあるひとの作品を展示する「フェローアートギャラリー」や、若手作家の小品を展示する「ショーケースギャラリー」を開催。
- 平成5・6年度に横浜市が取得した、アメリカのサーマン・F・ネイラー氏が40年にわたって世界各地から収集したカメラ（約2,700件）、写真関連アクセサリー（約2,000点）、写真（約2,900件）、資料及び文献（約2,000件）のコレクション「横浜市所蔵カメラ・写真コレクション」を、年1回のコレクション展やウェブサイト、アートフォーラムあざみ野内のエントランスホールで紹介している[4]。